# Louise Diane av Orléans
Louise Diane av Orléans, född 27 juni 1716, död 26 september 1736, var en fransk prinsessa med titeln Mademoiselle de Chartres; gift med sin släkting prins Louis François de Bourbon och mor till Louis François Joseph de Bourbon. Hon var dotter till den franske regenten hertig Filip II av Orléans, och  Françoise-Marie de Bourbon, dotter till Ludvig XIV av Frankrike och Madame de Montespan.

## Biografi
Louise Dianes födsel hälsades inte med någon glädje på grund av hennes kön. Hon beskrivs som en känslig skönhet. År 1731 trolovades hon av sin mor med sin syssling och 1732 ägde vigseln rum i Versailles. Hon hade som gift titeln Hennes höghet Prinsessan av Conti. Hon avled i barnsäng.